# Витрак (Дордонь)
Витрак (фр. Vitrac) — коммуна на юго-западе Франции в департаменте Дордонь административного региона Аквитания.

## География
Коммуна Витрак расположена в департаменте Дордонь, в семи километрах южнее города Сарла-ла-Канеда.
Поселение разделено на две части, собственно посёлок Vitrac Bourg, расположенный на холмах, и Vitrac Port, расположенный ниже вдоль русла реки Дордонь.
Витрак граничит с коммуной Дом на юге, с Ла-Рок-Гажак на юго-западе и с Везаком на западе.

## История
С 1998 по 2010 годы Витрак входил в состав коммунального объединения Чёрного Перигора, но в 2011 году был переведён в коммунальное объединение Сарла-ла-Канеда.

## Достопримечательности
- Замок Монфор
- Церковь Сен-Мартен де Витрак
- Хижины сухой кладки в районе Мазер.